# Euphaedra clarus
Euphaedra clarus är en fjärilsart som beskrevs av Aurivillius 1912. Euphaedra clarus ingår i släktet Euphaedra och familjen praktfjärilar. Inga underarter finns listade i Catalogue of Life.